# Парижки синдром
Парижкият синдром (на френски: Syndrome de Paris; на японски: パリ症候群, Пари шокогун) е преходно психично разстройство, проявяващо се при някои индивиди при посещение или почивка в Париж, поради екстремен шок в резултат на тяхното разкритие, че Париж не е това, което са очаквали. Характеризира се с редица психиатрични симптоми, като остри делюзьорни състояния, халюцинации, чувство на преследване, дереализация, деперсонализация, тревожност, а също и психосоматични прояви като световъртеж, тахикардия, изпотяване и други, например повръщане. Подобни синдроми включват Йерусалимския синдром и синдрома на Стендал. Състоянието обикновено се счита за тежка форма на културен шок. Среща се най-често при туристи от Япония.